# Мирна (община)
Община Мирна (словен. Občina Mirna) — одна з общин Словенії. Адміністративним центром є місто Мирна. Община була створена в 2011 році шляхом відділення 22 населених пунктів від общини Требнє.